# Comissió Assessora d'Investigació Científica i Tècnica
La Comissió Assessora d'Investigació Científica i Tècnica (CAICYT) d'Espanya va ser un organisme públic del govern espanyol creat en 1958 amb la funció de planificar la política científica i tecnològica. El seu primer president va ser Manuel Lora-Tamayo Martín. La CAICYT es va extingir en 1987 i el seu lloc va ser ocupat per la Comissió Interministerial de Ciència i Tecnologia (CICYT).

## Objectius
- Promoure la ciència de base en el sector públic: CSIC, universitats, etc.
- Fomentar la recerca en el sector privat: empreses i corporacions.

Per contribuir al desenvolupament d'aquests objectius duia a terme el finançament de projectes de recerca i desenvolupament (R+D) en col·laboració amb investigadors del sector públic, en forma de "projectes concertats de recerca".

## Història
La comissió es crea el 7 de febrer de 1958, adscrita al Ministeri de la Presidència, per impulsar i modernitzar la política científica espanyola, fins llavors planificada des del Consell Superior d'Investigacions Científiques (CSIC), organisme al que estaria molt connectada: inicialment el secretari general del CSIC actuava com a secretari de la Comissió Assessora. Aquesta primera etapa es caracteritza per la pràctica absència de pressupost.
En 1964, dins del primer Pla de desenvolupament, es va crear el Fons Nacional per a la Recerca Científica i Tècnica que dotava de recursos econòmics a la CAICYT per desenvolupar la seva tasca. Aquests fons van permetre subvencionar projectes de recerca públics, i van contribuir al finançament d'infraestructures i equipament científic a les universitats.
No aconseguí assoliments importants i patí successives reformes en 1978, quan passa a dependre del Ministeri d'Universitats i Recerca, i a primers dels anys 80 passant definitivament a dependre del Ministeri d'Educació i Ciència.
La CAICYT va ser extingida el 25 de març de 1987 i la seva labor va passar a ser duta a terme en gran manera per la Comissió Interministerial de Ciència i Tecnologia (CICYT) al costat d'altres organismes posteriors com l'Agència Nacional d'Avaluació i Prospectiva (ANEP) i el Centre per al Desenvolupament Tecnològic Industrial (CDTI).

## Presidents
- Manuel Lora-Tamayo Martín (1958-1962)
- Juan Manuel Martínez Moreno (1967-1968)
- Enrique Gutiérrez Ríos (1968-1973)
- Federico Mayor Zaragoza (1974-1978)
- Carlos Sánchez del Río (1978-1983)

Des de maig de 1983, el president seria el ministre d'educació i ciència.